# براکیل
براکیل (به هلندی: Brakel) یک منطقهٔ مسکونی در هلند است که در زالت‌بومل واقع شده‌است. براکیل ۲٬۹۹۴ نفر جمعیت دارد.